# Comodo Dragon
A Comodo Dragon egy ingyenes webböngésző program, melyet a Comodo-csoport készített a Chromium szabadon elérhető programra alapozva. Felülete hasonló a szintén Chromium alapokra épülő Google Chrome böngészővel azonban nem tartalmazza annak felhasználó-nyomkövetési kódját és számos más, potenciálisan a magánszférába beavatkozó részét, valamint számos új biztonsági fejlesztéssel is ellátták.